# Tensión (música)
]

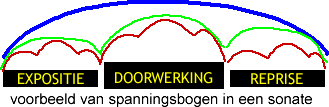
Ejemplo de tensión musical. [lee: Ejemplo de repetición de impacto de exposición de tensión en una sonata

En música tonal, las tensiones son las notas que forman parte de la estructura superior de un acorde, es decir, la novena, la oncena (o decimoprimera), y la trecena (o decimotercera) (ver intervalo musical y acorde). El nombre es una modificación de extensión, refiriéndose a la extensión de la armonía.
Una tensión puede estar disponible o no disponible:
- Disponible si hay un intervalo de segunda mayor (1 tono) entre:
  - Tónica (1.ª u 8.ª) y novena (9)
  - Tercera (3.ª o 10.ª) y undécima (11)
  - Quinta (5.ª o 12.ª) y decimotercera (13)

Y si las notas existen en la tonalidad de la pieza y/o en el contexto modal en el que se consideran;
- No disponibles si no satisfacen uno o ambos criterios

Si una tensión no está disponible, por lo general nunca se toca; por el contrario, si está disponible, entonces se puede tocar.